# Конрад фон Пльотцкау
Конрад фон Пльотцкау (на немски: Konrad von Plötzkau, Sachsenblume; * ок. 1108; † ок. 1132/10 януари 1133, Монца, Италия) е граф на Пльотцкау и маркграф на Северната марка (1130 – 1133).

## Биография
Той е големият син на граф Хелперих фон Пльотцкау († 1118), маркграф на Северната марка (1112), и съпругата му графиня Адела фон Байхлинген († 1117/1123), вдовица на граф Дитрих III фон Катленбург († 1106), дъщеря на граф Куно фон Нортхайм и маркграфиня Кунигунда фон Ваймар-Орламюнде, дъщеря на маркграф Ото I от Майсен. Брат е на Бернхард II фон Пльотцкау († 26 октомври 1147, Армения), убит във Втория кръстоносен поход в Мала Азия. Роднина е на императрица Рихенза Нортхаймска († 1141), съпругата на император Лотар III († 1137).
През 1130 г. Конрад получава от император Лотар III маркграфството Северна марка, славянска територия източно от Елба, на мястото на сваления маркграф Албрехт Мечката, който започва война с него. Конрад е верен поддръжник на император Лотар III и се бие против славяните. През 1132 г. той участва в похода на император Лотар III в Италия. Конрад е ранен на 25 декември от стрела в боевете против норманите и умира малко след това при Монца. Погребан е на 10 януари 1133 г. в манастир Хеклинген в Германия. Албрехт Мечката получава през 1134 г. отново Северната марка.

## Фамилия
Конрад е сгоден 1131/пр. 1132 г. за дъщеря с неизвестно име (* 1117/1122; † сл. 1132) на полския княз Болеслав III Кривоусти († 1138) и втората му съпруга Салома фон Берг-Шелклинген († 1144).